# Nischnekamskschina
Kama bzw. Nischnekamskschina (für "Nischnekamski schinni sawod", russ. Нижнекамскшина bzw. Нижнекамский шинный завод) ist ein russischer Reifenhersteller.
Das Unternehmen ist nach eigener Angabe mit einem Anteil von 36 % und 12 Millionen Stück pro Jahr der größte Hersteller von Autoreifen in Russland und der ehemaligen Sowjetunion. Der Firmensitz ist in Nischnekamsk in der Republik Tatarstan. Das Unternehmen gehört zu Tatneft. Marken des Herstellers sind Kama, Kama Euro und Viatti.
Hauptabnehmer sind AwtoWAS (ehemals LADA) und die GAZ-Gruppe. Aber auch die Volkswagen-Produktion in Kaluga wird mit den Reifen beliefert.